# Gregor Braun
Gregor Braun, född den 31 december 1955 i Neustadt an der Weinstrasse, Tyskland, är en västtysk tävlingscyklist som tog OS-guld i både den individuella förföljelsen vid olympiska sommarspelen 1976 i Montréal och i lagförföljelsen vid olympiska sommarspelen 1976 i Montréal. 

## Stall
- 1977: Peugeot-Esso-Michelin (Frankrike)
- 1978: Peugeot-Esso-Michelin (Frankrike)
- 1979: Peugeot-Esso-Michelin (Frankrike)
- 1980: Sanson (Italien)
- 1981: Famcucine (Italien)
- 1981: Safir-Galli-Ludo (Belgien)
- 1982: Capri Sonne (Belgien)
- 1983: Vivi-Benotto (Italien)
- 1984: La Redoute-Motobécane (Frankrike)
- 1985: Ceramiche Ariostea (Italien)
- 1986: Murella-Fanini (Italien)
- 1987: AD Renting-IOC (Belgien)
- 1988: Boccaccio Life-La William (Belgien)
- 1989: Titanbonifica-Viscontea (Italien)